# Moviment 15-M
El Moviment 15-M, també anomenat moviment dels indignats, fou un moviment ciutadà format arran de la manifestació del 15 de maig de 2011, convocada per diversos col·lectius, on després que 40 persones decidissin acampar a la Puerta del Sol de Madrid es van produir una sèrie de protestes pacífiques a l'Estat espanyol amb la intenció de promoure una democràcia participativa allunyada del bipartidisme producte del règim del 78 i encarnat en el PSOE i el PP i del domini de bancs i corporacions, així com una «autèntica divisió de poders» i altres mesures amb la intenció de millorar el sistema democràtic. Aglutinà diversos col·lectius ciutadans amb diferents lemes, com el de la manifestació del 15 de maig: «No som titelles en mans de polítics i banquers» o «Democràcia real ja! No som mercaderia en mans de polítics i banquers».
A partir de l'ocupació pacífica de places i carrers emblemàtics de les principals ciutats de l'Estat espanyol, el 15-M va mostrar el desencís de les generacions emergents davant del context de crisi econòmica que es vivia, palesat en un atur disparat i polítiques d'austeritat i retallades en els serveis públics més bàsics. Un clam de protesta que va sacsejar el debat públic i també l'agenda política.
La nit del 16 de maig de 2011 una vintena de persones van acampar a la plaça de Catalunya de Barcelona, que va anar ampliant-se els dies successius i el 15 de juny, la protesta es va traslladar al Parlament mentre es duia a terme el debat sobre els pressupostos, i alguns diputats van acabar entrant amb helicòpter al Parlament perquè els indignats bloquejaven els accessos del Parc de la Ciutadella. La Guàrdia Urbana va fer el desallotjament final de l'acampada es va fer el 30 de juny, 46 dies després de l'inici.
Posteriorment, diversos col·lectius i espais d'autoorganització sorgiren, directament o indirectament, del context assembleari de les places del 15-M, propiciant així una nova generació d'activistes socials en àmbits com el feminisme, el dret a l'habitatge, la lluita contra la violència policial o els drets les persones migrants.

## Antecedents
- D'ençà el 2008 es produí una crisi econòmica a Espanya, que s'acaba estenent a altres àmbits, donant lloc a una crisi política, social, institucional i territorial.
- L'octubre de 2008 es va gestant una revolució ciutadana a Islàndia: es rebutja el pagament del deute extern, es comencen a exigir responsabilitats als banquers i polítics i es comença un procés constituent des de la base.
- El 21 d'octubre de 2010 es publica el pamflet Indigneu-vos! de Stéphane Hessel. L'escriptor i diplomàtic francès, un dels redactors de la Declaració Universal de Drets Humans de 1948, planteja un alçament «contra la indiferència i a favor de la insurrecció pacífica».[6]
- El 21 d'octubre de 2010 dos ciberactivistes espanyols creen també una pàgina a Facebook, "Jo sóc un jove espanyol que vol lluitar pel seu futur".[7] La comunitat creixent d'aquesta pàgina crea un blog el desembre de 2010 (juventudenaccion.info), a través del qual es convoquen petites accions. Es comença a contactar amb altres moviments incipients com Ponte en Pie,[8] nascut el gener de 2011 al fòrum ForoCoches.
- El 4 de gener de 2011 un jove venedor ambulant tunisià de 26 anys, Mohamed Bouazizi, a causa dels seus problemes econòmics, s'immola davant d'un edifici governamental en protesta per les condicions econòmiques, la corrupció institucional i el tracte rebut per la policia,[9] desencadenant una onada de manifestacions a Sidi Bou Zid que es va estendre des de les perifèries de Tunísia fins a la capital i va acabar per enderrocar el president Zine El Abidine Ben Ali. S'inicia la Primavera àrab.[10]
- El bloc Manifest Joventut publica el 9 de febrer de 2011 un esborrany de manifest anomenat «Maig del 68 a Espanya» convocant el jovent a la protesta.[11]
- L'11 de febrer neix Estado del Malestar. Es creen diversos grups locals que animen la ciutadania a sortir al carrer a protestar i demanar un moviment apartidista, la fi del bipartidisme i una democràcia més participativa. S'estableixen convocatòries els divendres a les 19 hores, començant la primera protesta el 18 de febrer en un lloc emblemàtic de cada ciutat.
- S'aprova la Llei Sinde pel Congrés dels Diputats el 15 de febrer de 2011.
- El 16 de març, neix Plataforma Democràcia Real Ja, s'activa un lloc web amb un manifest, propostes polítiques per a l'Estat espanyol, i es convoca una manifestació per al 15 de maig de 2011.
- El 30 de març va tenir lloc una vaga general estudiantil, amb assistència de milers de joves a tot el país, contra l'atur i la precarietat laboral, les retallades pressupostàries en l'educació, el pla Bolonya i l'augment de les taxes universitàries.[12]
- El 7 abril la plataforma Juventud Sin Futuro, nascuda en l'entorn universitari, va organitzar a Madrid una marxa contra la crisi econòmica, criticant la «partitocràcia encapçalada per les inamovibles sigles del PPSOE».[13]
- El moviment internauta No Les Votes, nascut en resposta a la Llei Sinde contra la lliure distribució d'obres, va instar a no votar els partits que la van recolzar: PSOE, PP i CiU.[14]
- Amb posterioritat, membres d'aquestes assemblees han acabat creant plataformes, associacions, cooperatives, i projectes polítics entre altres col·lectius nascuts arran de la manifestació, en què participen en l'actualitat.[15]

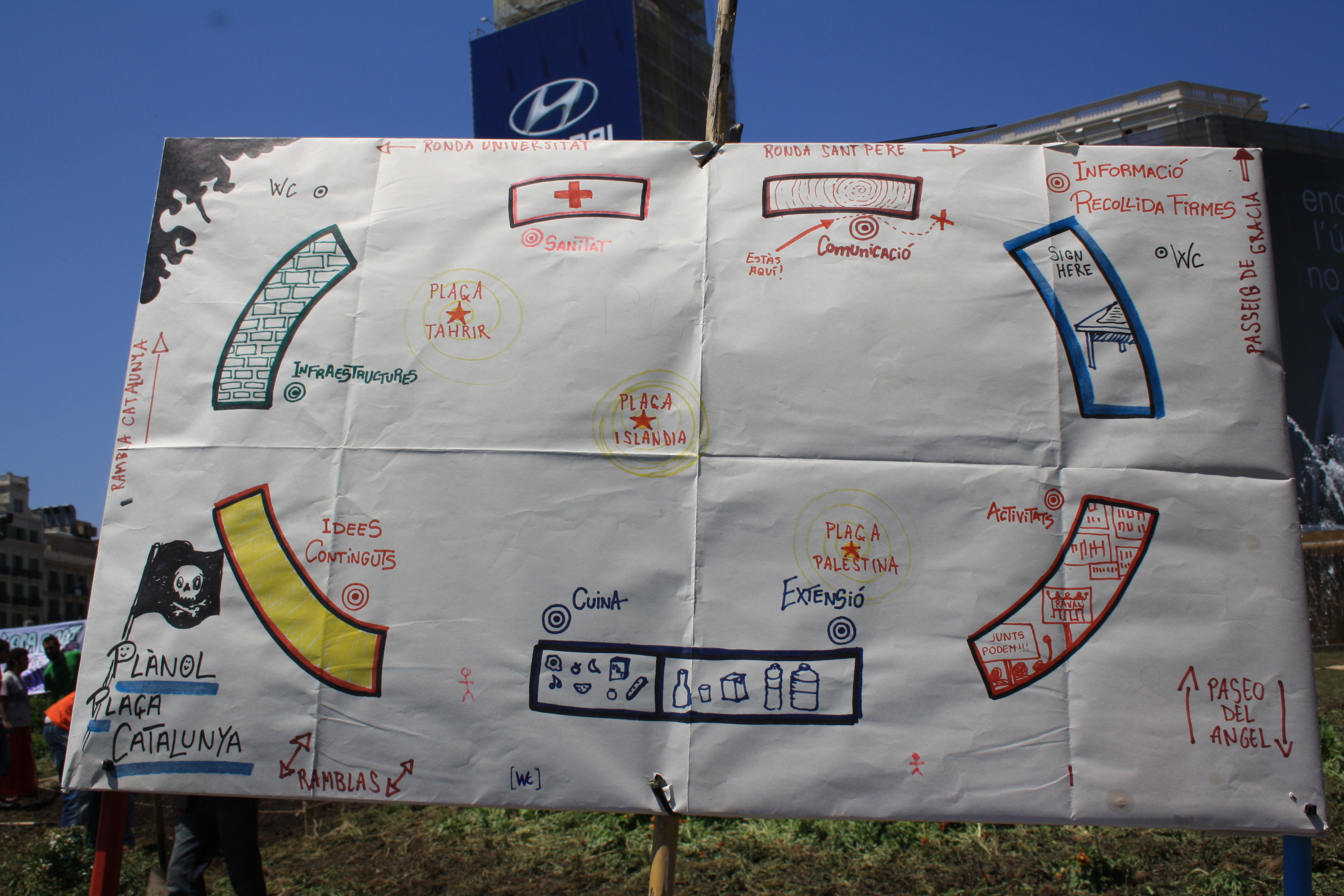
Plànol de la Plaça de Catalunya durant l'acampada de 2011

## Protestes als Països Catalans
2011
- 15 de juny: Bloqueig del Parlament de Catalunya.[16]
- 19 de juny: Manifestació contra el pacte de l'euro.
- 15 d'octubre: United for # globalchange.

2012
- 12M15M: Primer aniversari del 15M.
- 13 de desembre: La nostra educació no pagarà el vostre deute.

2013
- 16 de febrer: Manifestació pel dret a l'habitatge.
- 23 de febrer: Marea ciutadana contra el cop dels mercats.
- 12M15M: Segon aniversari del 15M.[17]
- 1 de juny: Pobles units contra la Troica (Peoples United against Troica).

## Reaccions

### Partits polítics
La primera manifestació va provocar reaccions en els partits polítics, que van debatre i s'hi van pronunciar des del dia 16, tot i que el 15 de maig (dia de la primera convocatòria) gairebé cap partit polític va voler parlar sobre la situació.
El 17 de maig el lloc web de Democràcia Real Ja! comptava amb el suport de 500 associacions diverses, però seguia rebutjant la col·laboració de partits polítics i sindicats, defensant la independència de les protestes respecte de qualsevol ideologia política institucionalitzada.

### Intel·lectuals
Ignacio Ramonet va comentar en una conferència a la Universitat de Heidelberg, basant-se en les frases que estaven escrites en les acampades (a la Porta del Sol el 4-5 de juny, i a València el 21-22 de maig), que semblava que faltava, en el Moviment 15M, la consciència de la responsabilitat fonamental dels mitjans de comunicació en el sistema, que segons Ramonet són a través dels quals la globalització financera expressa la seva ideologia:
| « | No es pot combatre el sistema sense combatre els mitjans. No es pot creure, com en certa manera, en el Moviment 15M, fa l'efecte que creuen, que hi ha bons mitjans i mitjans dolents. No té sentit moral ni de rectitud, cal fer una anàlisi estructural del funcionament dels mitjans en el marc de la globalització. | » |

Ramonet va comparar el 15M amb el Fòrum Social Mundial. A més, alguns intel·lectuals consideraren el 15M com la fi de l'època de la cultura de la Transició espanyola i del seu pensament únic.
Leonardo Boff escrigué, en relació amb una taula d'indignats al Fòrum Social Mundial Temàtic de Porto Alegre 2012, que les reivindicacions del moviment mundial d'indignats sota el lema «democràcia ja» segueix essent l'avantguarda alternativa a la situació política i econòmica evidenciada per la crisi financera global del 2007-2012. Per a Boff, una de les poques respostes alternatives ha estat la solució donada pels seus ciutadans a la crisi financera a Islàndia de 2008-2011, parafrasejant Paul Krugman:
| « | ... van deixar fer fallida als bancs, van posar a la presó als banquers i especuladors que van practicar desfalcs, reescriure la constitució, van garantir la seguretat social per evitar el col·lapse generalitzat i van aconseguir crear ocupació. Conseqüència: el país va sortir del mal pas i és un dels països nòrdics que més creix. El camí islandès ha estat silenciat pels mitjans de comunicació de masses mundials per por que serveixi d'exemple als altres països. | » |

### Enciclopèdia del 15M
El 6 de juny de 2012 es va presentar la 15Mpedia, una enciclopèdia lliure sobre el 15M, on les seves normes i pilars són similars als de Viquipèdia: la llicència dels textos de 15Mpedia és Creative Commons-Reconeixement-Compartir Igual; conté informació sobre col·lectius relacionats amb el 15M (assemblees, acampades, plataformes, etc.), a més d'altres temes relacionats amb el 15M, com desnonaments, dació en pagament, corrupció política, propostes del 15M, retallades socials i manifestacions anteriors i futures.

## Col·lectius nascuts arran del 15M
Els col·lectius principals que ja existien abans del 15M són: ¡Democracia Real YA!, la Plataforma d'Afectats per la Hipoteca, Anonymous, Xnet i ATTAC entre d'altres. Tanmateix, després de les acampades del primer mes, i del posterior trasllat de treball a assemblees de barri, algunes persones van decidir treballar en col·lectius d'una àrea temàtica determinada, la majoria d'aquests nous, com ara: No vull pagar, Iaioflautas o STOP Deshaucios, Partit X o Procés Constituent.
Recollint el relleu del Moviment 15-M va sorgir el partit Podem, que va tenir un ràpid creixement mediàtic i social i a les eleccions europees del 2014 i a les eleccions municipals i autonòmiques de maig de 2015 va aconseguir notables resultats a tot Espanya. Com a resposta a la divisió dels moviments d'esquerra la plataforma social Unitat Popular en Comú va intentar la confluència de totes les organitzacions de cara a crear una candidatura única per a les eleccions generals espanyoles de 2015, però Podem va rebutjar a integrar-se en aquest moviment, i finalment es va formar la coalició Unitat Popular amb Esquerra Unida, Unitat Popular en Comú, Chunta Aragonesista, Izquierda Asturiana, Batzarre, Construint l'Esquerra-Alternativa Socialista, Segoviemos i Esquerra Castellana. Podem es va consolidar en les eleccions, i amb la confluència d'En Marea, Compromís i En Comú Podem van aconseguir 69 escons sent la tercera força al Parlament, mentre Unitat Popular en va obtenir dos, sent la cinquena força més votada.